# Brandnetelsoep

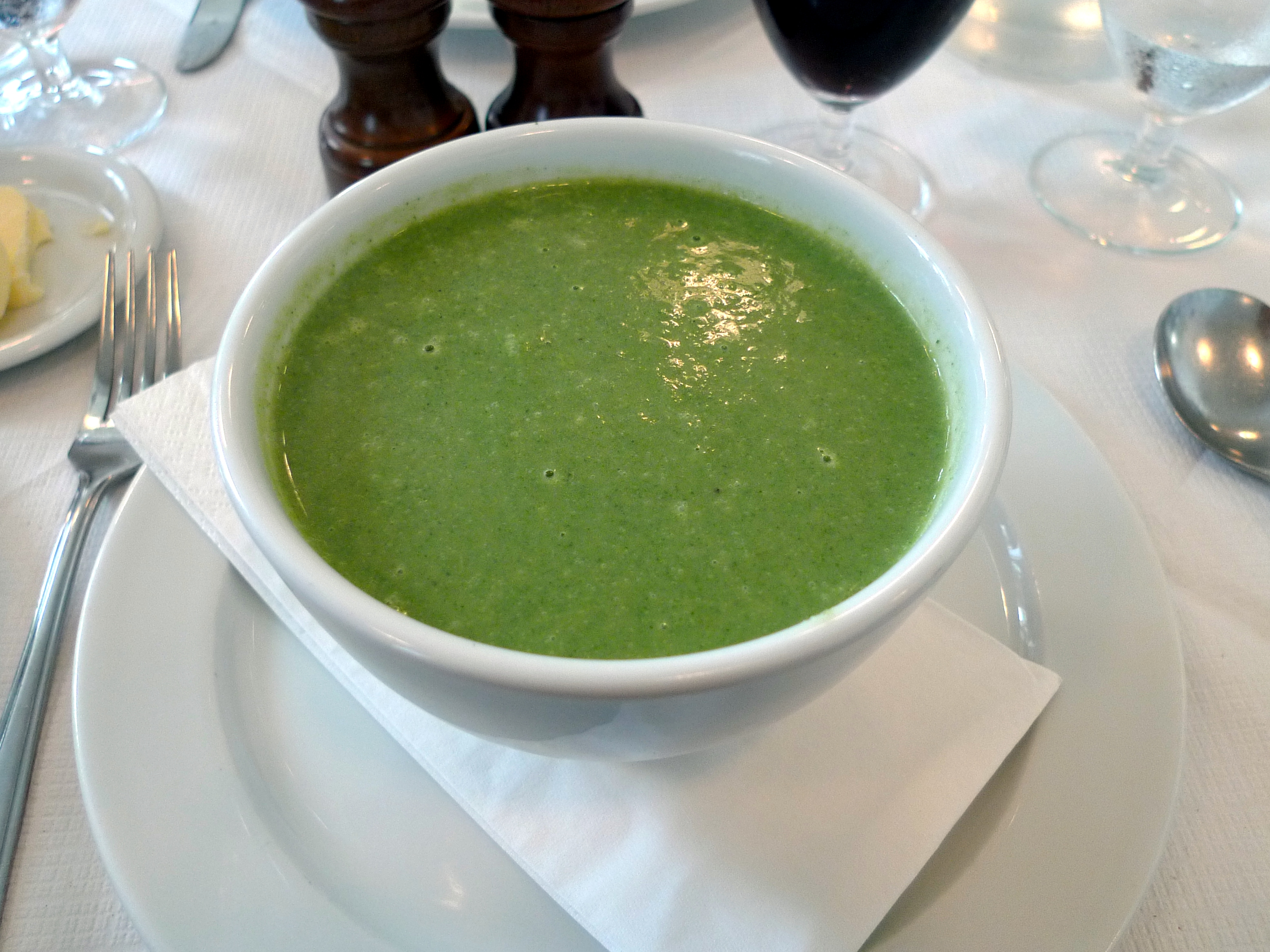
Brandnetelsoep

Brandnetelsoep is een gebonden groene soep gemaakt van brandnetelblad, meestal van de grote brandnetel (Urtica dioica). De soep wordt het meest in lente en vroege zomer gegeten, als het blad nog jong is. Vooral in Zweden, Iran, Ierland en Oost-Europa is de soep populair. Aan de soep worden vaak room, sambal en verschillende lokaal gevonden andere verse kruiden toegevoegd. In Zweden wordt de soep vaak geserveerd met gekookte eieren.
Er zijn door archeologen aanwijzingen gevonden dat 3000 jaar geleden, in de steentijd, in Groot-Brittannië al mensen brandnetel aten.